# Ágreda
Ágreda es un municipio y localidad española de la provincia de Soria, en la comunidad autónoma de Castilla y León. Su población asciende a 3094 habitantes (INE 2024). Tiene el título de villa.

## Geografía
Integrado en la comarca de Tierra de Ágreda, se sitúa a 52 kilómetros de la capital provincial. La villa ejerce de centro comarcal de servicios del noreste de la provincia de Soria. Su rico patrimonio, así como las fiestas populares de la Virgen de los Milagros, de San Miguel Arcángel y de agosto atraen a un turismo importante. Forma parte de la diócesis de Osma-Soria, la cual es diócesis sufragánea de la archidiócesis de Burgos. Desde diciembre de 2008 está hermanada con el estado estadounidense de Nuevo México.
| Noroeste: Dévanos y Aguilar del Río Alhama | Norte: Cervera del Río Alhama | Nordeste: Tarazona                     |
| Oeste: Castilruiz y Ólvega                 |                               | Este: Los Fayos, Tarazona y Vozmediano |
| Suroeste: Ólvega                           | Sur: Cueva de Ágreda          | Sureste: Añón de Moncayo               |

### Orografía
El relieve del municipio corresponde con el extremo soriano de la Meseta Norte, a los pies de la sierra del Moncayo, coincidente con la zona central del sistema Ibérico. El río del Val, afluente del Queiles, atraviesa la localidad. Las laderas de la cuenca de este río acogen una amplia superficie de huertas que constituyen un elemento muy llamativo del paisaje. La altitud oscila entre los 2314 metros del Moncayo, en el límite con la provincia de Zaragoza, y los 650 metros a orillas del río del Val. Otros picos elevados de la sierra del Moncayo son cerro de San Juan (2279 m), Peña Negrilla (2117 m) o el pico Sierra (1186 m). La villa se alza a 928 metros sobre el nivel del mar.

### Medio ambiente
En su término e incluidos en la Red Natura 2000 los siguientes lugares:
- Lugar de Interés Comunitario conocido como Cigudosa-San Felices, ocupando 748 hectáreas, el 5 % de su término.[3]
- Lugar de Interés Comunitario conocido como Sierra del Moncayo, ocupando 3188 hectáreas, el 19 % de su término.[4]
- Zona Especial Protección de Aves conocida como Sierra del Moncayo, ocupando 2338 hectáreas, el 14 % de su término.[5]

## Historia

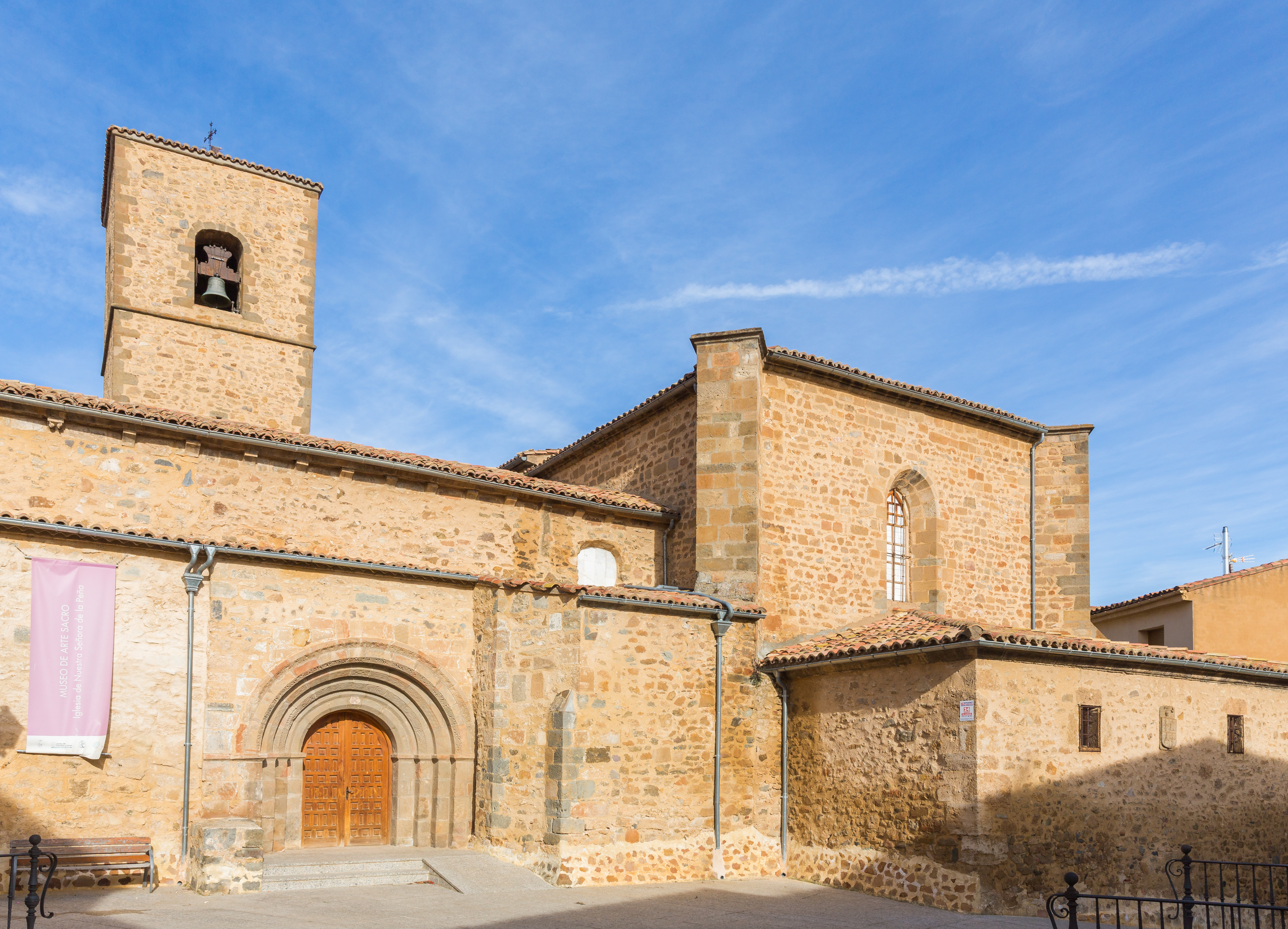
Fachada de la iglesia de la Virgen de la Peña, donde se encuentra el Museo de Arte Sacro de Nuestra Señora de la Peña.

Según cuenta la leyenda de La suma corónica y blasón de armas y pendón de la Villa de Ágreda, del año 1460, Caco, arrojado por Hércules desde el Moncayo, vino a refugiarse a Ágreda antes de partir hacia Italia.
Fue antiguo castro celtibérico y romano, pero los primeros testimonios documentados se remontan a la época califal, en el siglo XI.
Fue el rey de Aragón Alfonso I el Batallador (1073-1134), quien, en 1119 la reconquistara a los árabes, con un ejército de aragoneses y cruzados franceses que habían participado en la toma de Zaragoza el 18 de diciembre de 1118 –sus aliados Gastón IV de Bearne, Céntulo II de Bigorra, Bertrand de Laon con sus tropas– y para cuya conquista el papa Gelasio II había convocado Cruzada. En toda la zona se produjo un amplio asentamiento de cruzados franceses, favorecido por la política del rey aragonés dirigida a la repoblación cristiana y a afianzar militarmente los territorios reconquistados; en la protección de las ciudades y plazas tomadas les otorgó un importante papel, como señores de ellas, así Céntulo II de Bigorra (Gascuña) fue señor de Tarazona, desde la conquista en 1119 hasta su muerte en 1128, sucediéndole su yerno el vizconde Pedro de Marsan, y Rotrou de Perche, conde de Perche (Normandía), fue señor de Tudela de 1123 a 1135.
En 1135, después de la muerte del rey aragonés, la Villa fue anexionada por el rey Alfonso VII de León y Castilla (1105-1157) a este reino y repoblada con gentes castellanas de la serranía de Soria. Todos los reyes castellanos del medievo otorgaron a la villa numerosos privilegios con tal de que se mantuviera fiel a Castilla, en detrimento de otros reinos limítrofes. Prueba de ello es haber sido escenario de bodas reales, pactos, reuniones y acuartelamientos, y también lo es el hecho de que Ágreda gozó de un fuero propio, otorgado por el rey Alfonso X (1221-1284) el 27 de marzo de 1260, durante toda la Edad Media, época en la que también destacó como plaza fuerte fronteriza entre los reinos de Castilla y Aragón, además de como importante centro artesanal, en el que convivieron después de la reconquista cristiana, cristianos, judíos y moriscos. Es por ello que también se conoce a Ágreda como «La villa de las tres culturas».

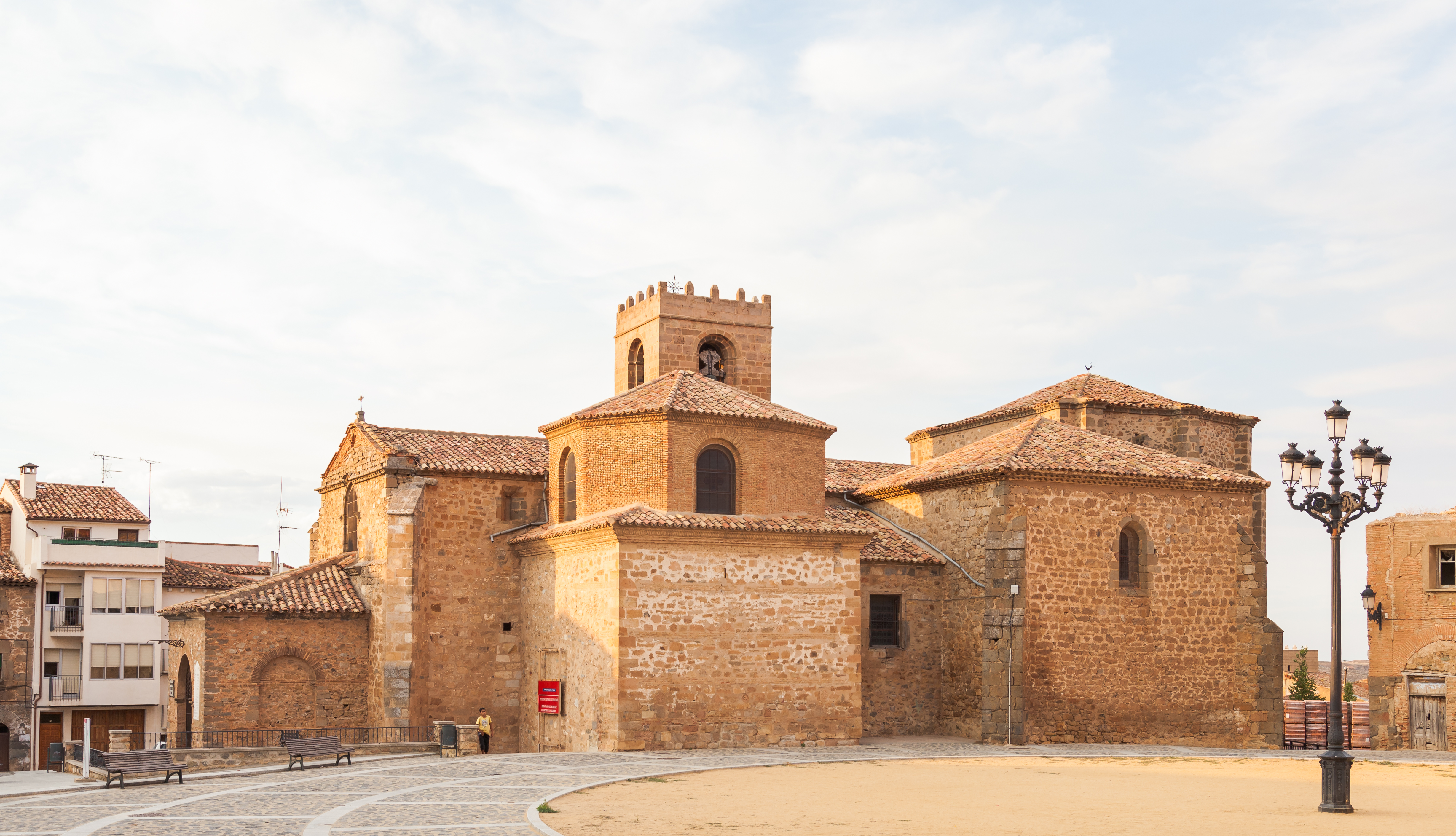
Iglesia de San Miguel y su torre románica del

Ágreda fue el escenario de bodas reales y pactos. En la villa tuvo lugar en 1221 el matrimonio del rey Jaime I de Aragón, el Conquistador (1208-1276), con Leonor de Castilla (1191-1244), hija del rey Alfonso VIII de Castilla (1155-1214). También, se acordó en el año 1304 los límites territoriales de la Corona de Aragón y el Reino de Castilla mediante el Tratado de Ágreda (Sentencia arbitral de Torrellas). Después de la unión de ambos reinos en el siglo XVI, siguió siendo lugar de paso entre los dos territorios, utilizado por reyes y nobles, y durante los siglos XV al XVII fueron varias las familias de la nobleza que se instalaron en la Villa, los palacios conservados forman parte de su patrimonio histórico y cultural. Sin embargo, la unión de ambos reinos supuso el inicio de su decadencia como plaza fuerte lo que hace que la Villa quede relegada, situación de la que tan solo resurgió brevemente a mediados del siglo XVII, por la religiosa María Coronel y Arana (1602-1665), María de Jesús, hija de la ciudad, monja visionaria y consejera real.

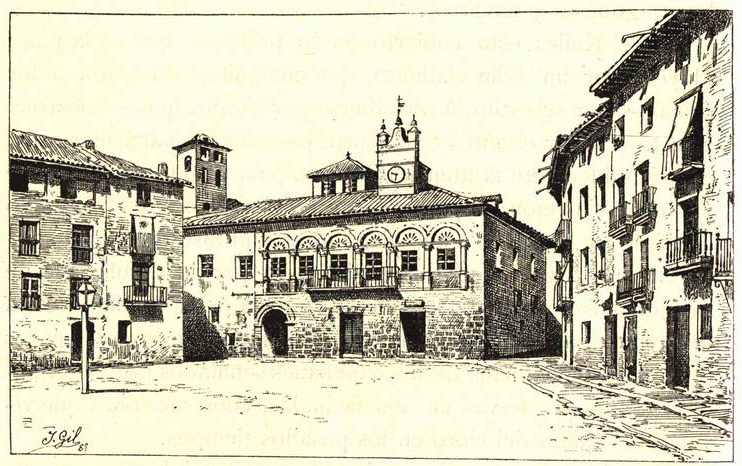
Vista de la plaza mayor y la casa consistorial a finales del

María de Jesús de Ágreda, religiosa de clausura de la orden concepcionista, se convirtió en una de las mujeres influyentes y relevantes del siglo XVII como consejera del rey de España, Felipe IV, con quien mantuvo correspondencia epistolar durante más de veinte años, publicada por Francisco Silvela en 1885. Su obra central y más conocida es La Mística Ciudad de Dios. A esta religiosa se atribuyó la evangelización de Nuevo México y amplios territorios del suroeste de los Estados Unidos de América, debido al don místico de la bilocación, que le permitió estar en dos continentes a la vez.
Con la caída del Antiguo Régimen la localidad de Ágreda se constituye en municipio constitucional, conocido entonces como «Ágreda y Venta de la Nava» en la región de Castilla la Vieja, cabecera del partido de Ágreda y que en el censo de 1842 contaba con 800 hogares y 4100 vecinos.
A finales del siglo XX crece el término del municipio porque incorpora a las localidades de Aldehuela de Ágreda y posteriormente Fuentes de Ágreda.

## Demografía
Cuenta con una población de 3094 habitantes (INE 2024).
| Gráfica de evolución demográfica de Ágreda entre 1842 y 2021 |
| |
| Población de derecho según los censos de población del INE Población de hecho según los censos de población del INEEn este censo se denominaba Ágreda y Venta de la Nava: 1842 Entre el censo de 1970 y el anterior, crece el término del municipio porque incorpora a 42509 (Aldehuela de Ágreda) Entre el censo de 1981 y el anterior, crece el término del municipio porque incorpora a 42091 (Fuentes de Ágreda) |

El municipio, que tiene una superficie de 164,93 km².
La evolución de la población muestra una elevada pérdida de habitantes a lo largo del siglo XIX, de emigración a las ciudades, pasando de 4094 en el año 1800 a 2852 en 1897, una disminución de 1242 personas (30,3 %). A lo largo del siglo XX se recupera hasta llegar a 3637 habitantes en 1981, empezando entonces un nuevo declive hasta los 3084 en 2014.
Entre 1960 y 1970, crece el término del municipio porque incorpora a Aldehuela de Ágreda.
Entre 1970 y 1981, crece el término del municipio porque incorpora a Fuentes de Ágreda.

### Población por núcleos
Desglose de población según el Padrón Continuo por Unidad Poblacional del INE.
| Núcleos             | Habitantes (2013) | Varones | Mujeres |
| ------------------- | ----------------- | ------- | ------- |
| Ágreda              | 3078              | 1560    | 1518    |
| Aldehuela de Ágreda | 2                 | 2       | 0       |
| Fuentes de Ágreda   | 2                 | 2       | 0       |
| Valverde            | 52                | 29      | 23      |

## Transporte

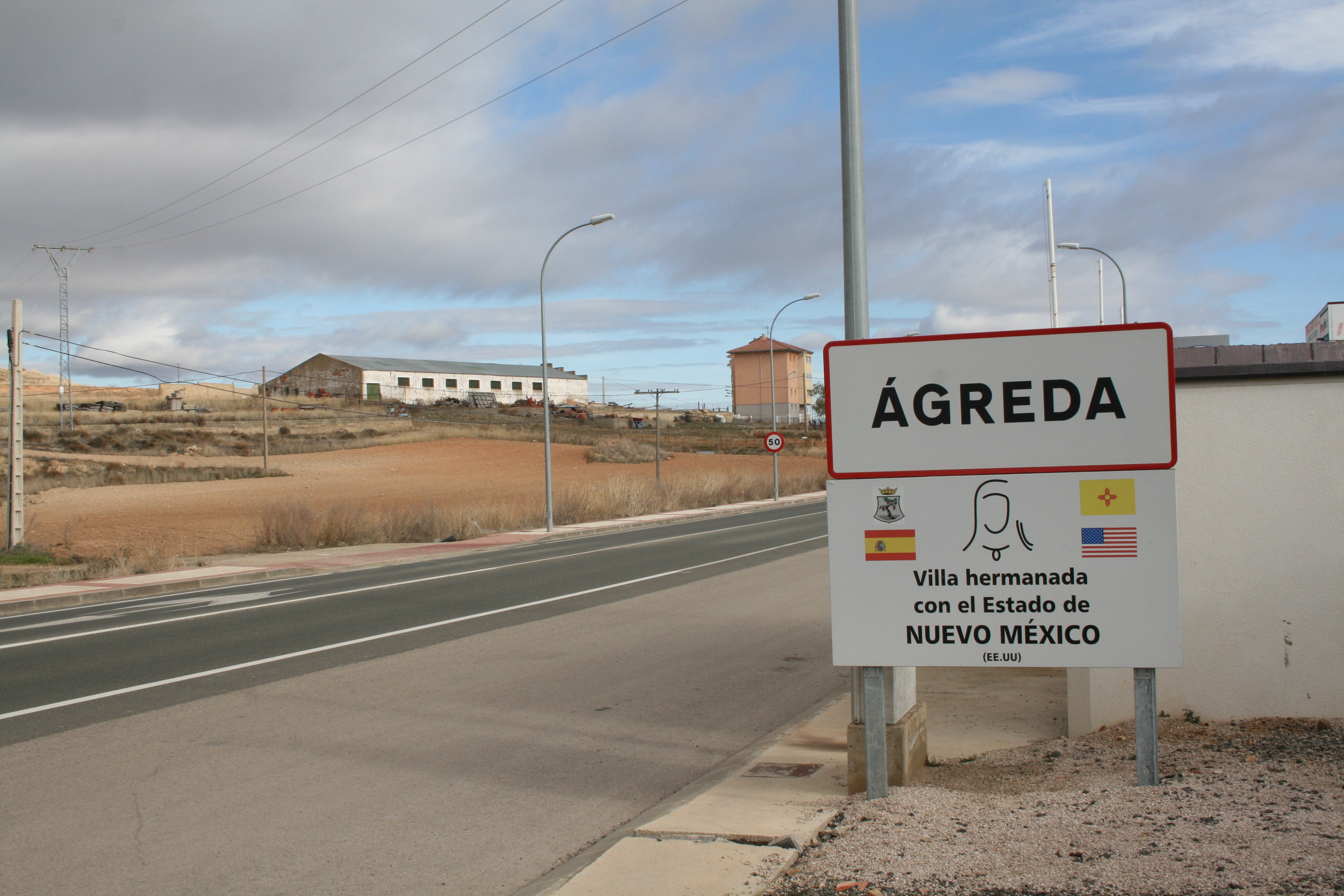
Señal de entrada a Ágreda por la carretera de Soria (N-122).

A Ágreda se puede acceder mediante una de las tres líneas de autobuses diarios con parada en la estación de autobuses de Ágreda, con salidas desde y hacia Zaragoza, Soria y Pamplona.

### Antiguo ferrocarril
La villa llegó a contar con una estación de ferrocarril de la línea Soria-Castejón, desde 1996 sin servicio.

### Carreteras
El término municipal está atravesado por las siguientes carreteras: 
- N-122, que conecta con Soria y Zaragoza, entre los pK 97 y 109. Un pequeño tramo forma parte de la autovía A-15.
- N-113, que permite la comunicación con Pamplona.
- CL-101, que se dirige hacia Ólvega.
- SO-382, carretera provincial que conecta con Vozmediano.
- Otras carreteras locales permiten la comunicación con Dévanos y con las pedanías del municipio Aldehuela de Ágreda, Fuentes de Ágreda y Valverde de Ágreda.

## Economía
Agricultura (principalmente cereal), ganadería, turismo, comercio y servicios, así como una importante presencia de industria del automóvil y maquinaria pesada.

### Evolución de la deuda viva
El concepto de deuda viva contempla solo las deudas con cajas y bancos relativas a créditos financieros, valores de renta fija y préstamos o créditos transferidos a terceros, excluyéndose, por tanto, la deuda comercial.
| Gráfica de evolución de la deuda viva del ayuntamiento entre 2008 y 2014                             |
| |
| Deuda viva del ayuntamiento en miles de euros según datos del Ministerio de Hacienda y Ad. Públicas. |

La deuda viva municipal por habitante en 2014 ascendía a 61,28 €.

## Administración y política
| Periodo   | Nombre                      | Partido   |
| --------- | --------------------------- | --------- |
| 1979-1983 | Jorge Ruiz Aroz             | UCD       |
| 1983-1987 | Alberto Abad Gómez          | ADEI ADEI |
| 1987-1991 | Celestino Laseca Herrero    | PSOE      |
| 1991-1995 | María Jesús Ruiz Ruiz       | PP        |
| 1995-1999 | María Jesús Ruiz Ruiz       | PP        |
| 1999-2003 | María Jesús Ruiz Ruiz       | PP        |
| 2003-2007 | María José Omeñaca García   | PP        |
| 2007-2011 | Jesús Manuel Alonso Jiménez | PSOE      |
| 2011-2015 | Jesús Manuel Alonso Jiménez | PSOE      |
| 2015-2019 | Jesús Manuel Alonso Jiménez | PSOE      |
| 2019-2023 | Jesús Manuel Alonso Jiménez | PSOE      |
| 2023-act. | Jesús Manuel Alonso Jiménez | PSOE      |

## Monumentos y lugares de interés

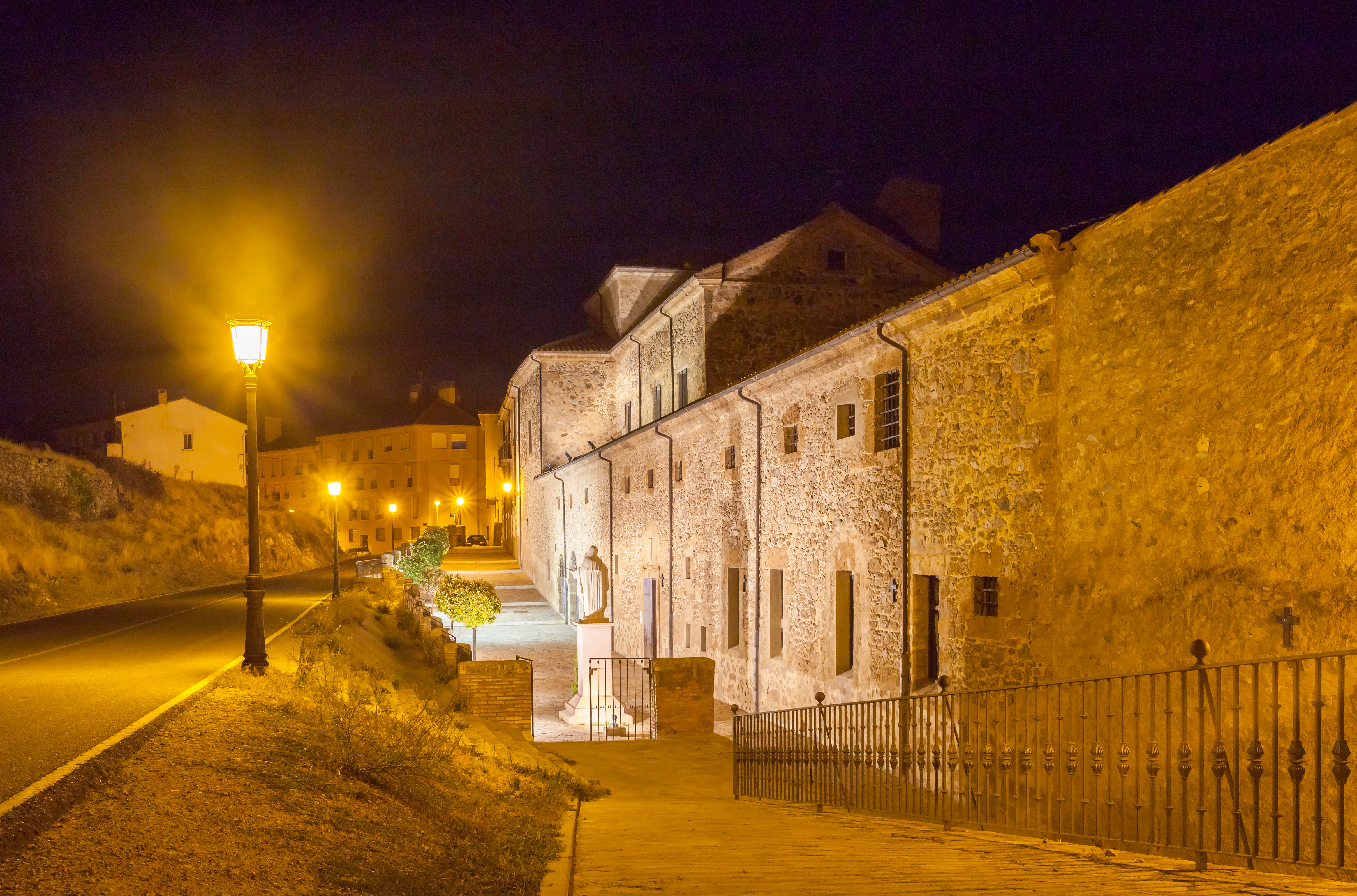
Vista nocturna del convento de la Concepción, fundado por María de Jesús de Ágreda.

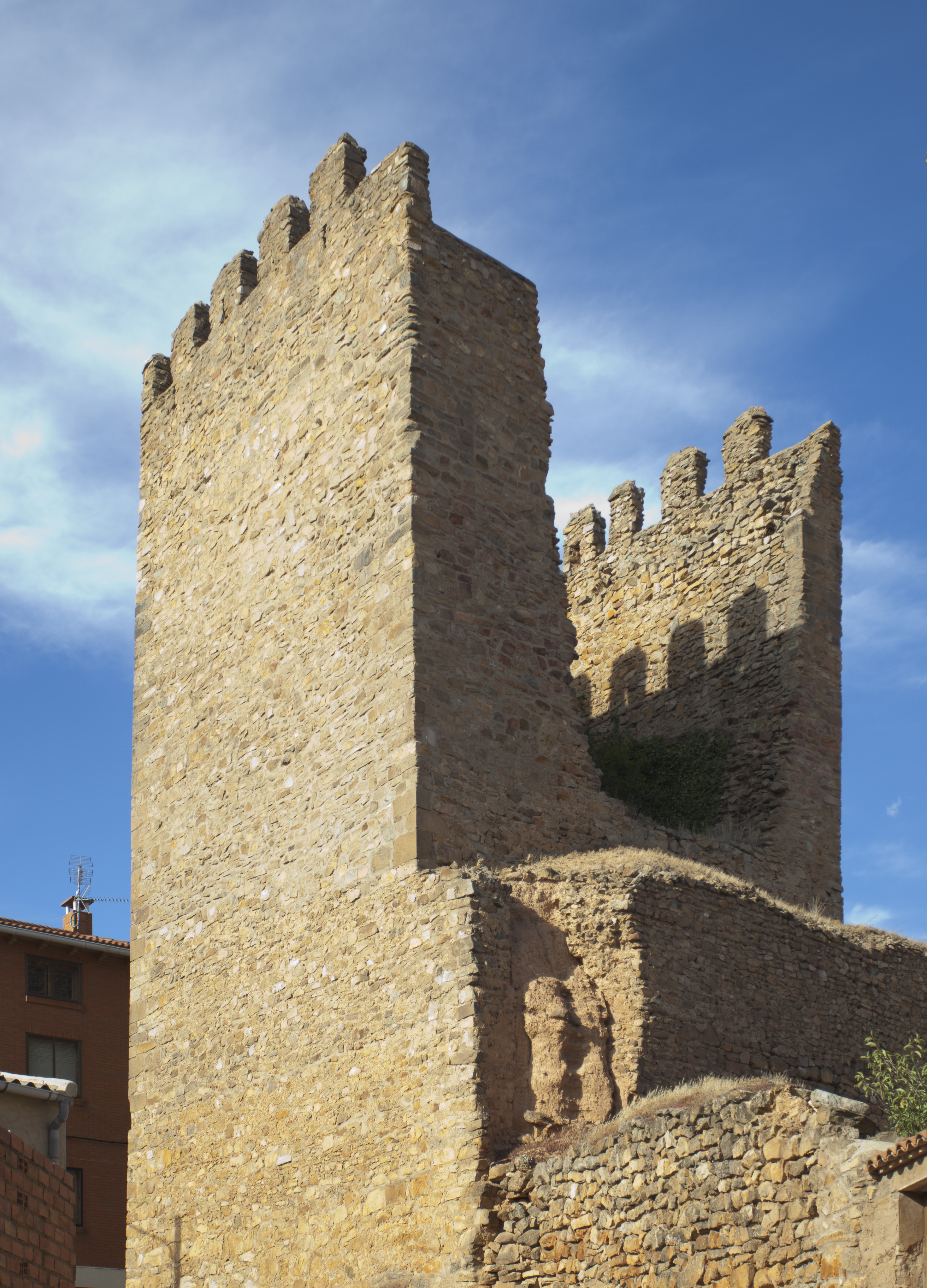
Torre del Rollo, Ágreda.

El Conjunto Histórico de Ágreda figura catalogado como Bien de Interés Cultural en 1994.
Los principales atractivos turísticos son: el Camino de Santiago de Soria, también llamado Castellano-Aragonés, que trascurre por la localidad y el patrimonio cultural y arquitectónico de la villa.

### Sitios religiosos
- Iglesia de San Miguel, gótica del siglo XV, con torre almenada románica del XII y espléndido retablo de Doctor Carrascón del siglo XVI;
- Iglesia de la Virgen de la Peña, románica del siglo XII. Actualmente es sede del Museo Comarcal de Arte Sacro;
- Iglesia de Yanguas, en ruinas;
- Iglesia de San Juan, de estilo gótico tardío;
- Iglesia de la Virgen de Magaña, templo del siglo XVI;
- Iglesia de San Juan Bautista;
- Basílica de Nuestra Señora de los Milagros, del siglo XVI;
- Convento de la Concepción, fundado en el siglo XVIII por la Venerable María de Jesús de Ágreda cuyo cuerpo incorrupto y el de su madre descansan en él;
- La Sinagoga, antigua y pequeña iglesia románica del siglo XII, construida sobre una antigua sinagoga.
- Convento de Agustinas (s. XVIII)

### Otras edificaciones
- Puerta del Alcázar;
- Atalayas de Ágreda;
- Palacio de los Castejón, edificio del siglo XVII con su jardín renacentista de Don Diego de Castejón
- Ayuntamiento renacentista, del siglo XVI;
- Murallas cristianas de Ágreda.
- Casa Natal de Sor María Jesús, de 1602.

Además de los monumentos que pueden visitarse en el barrio moro:

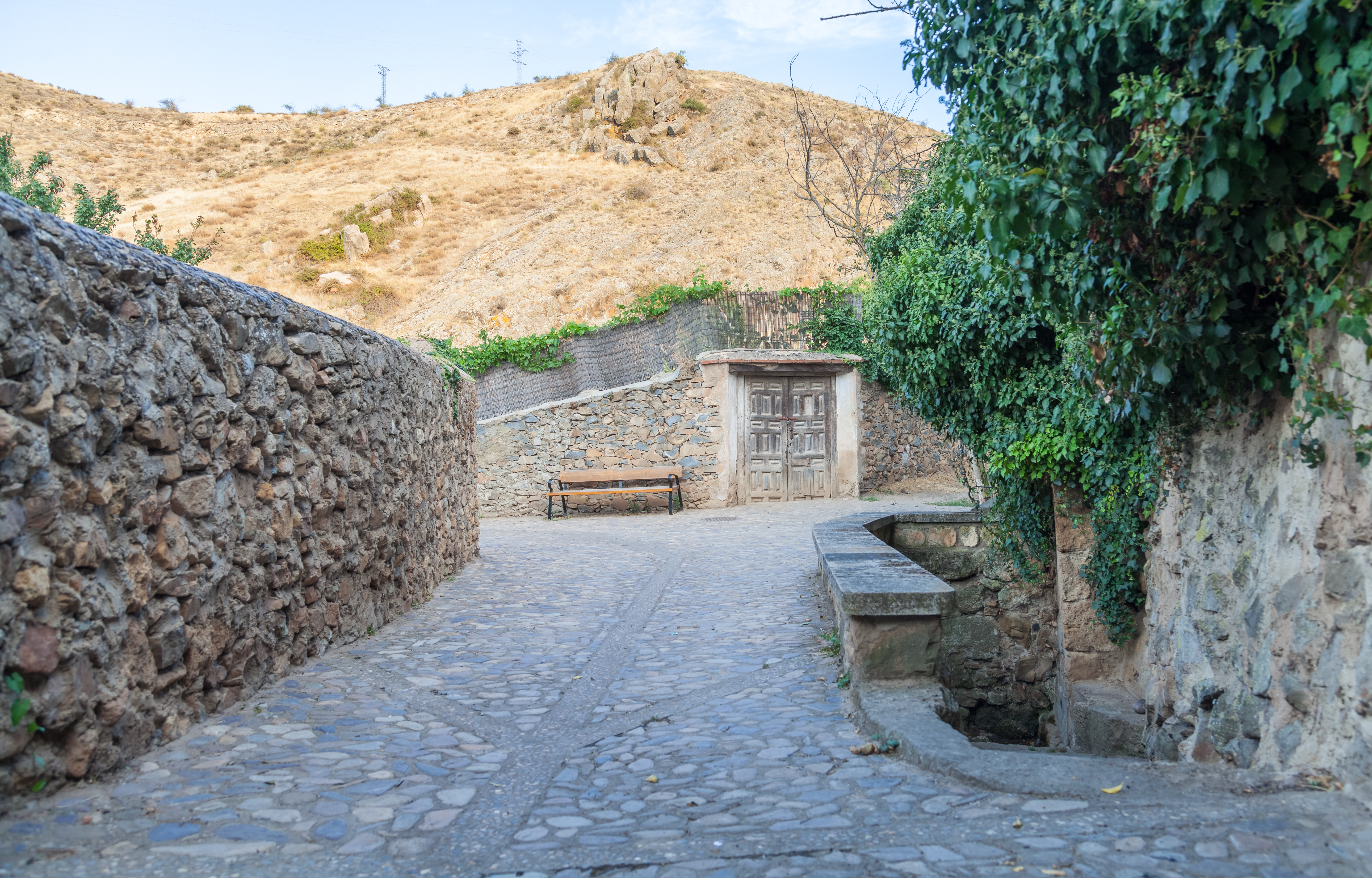
Fuente de los Caños, barrio árabe

- Muralla Árabe de Ágreda, actualmente sede del centro de interpretación de la villa.
- Puerta de Felipe II, entrada al barrio árabe;
- Arco Árabe, de estilo califal, del siglo X;
- Torreón de la Muela;
- Torre del Rollo;
- Torreón del Tirador;
- Torreón de la Costoya
- Ermita de la Virgen de los Desamparados;
- Puerta Árabe del Agua, junto a la ermita de la Virgen de los Desamparados;
- Mirador de las Huertas Árabes, junto al arco árabe;

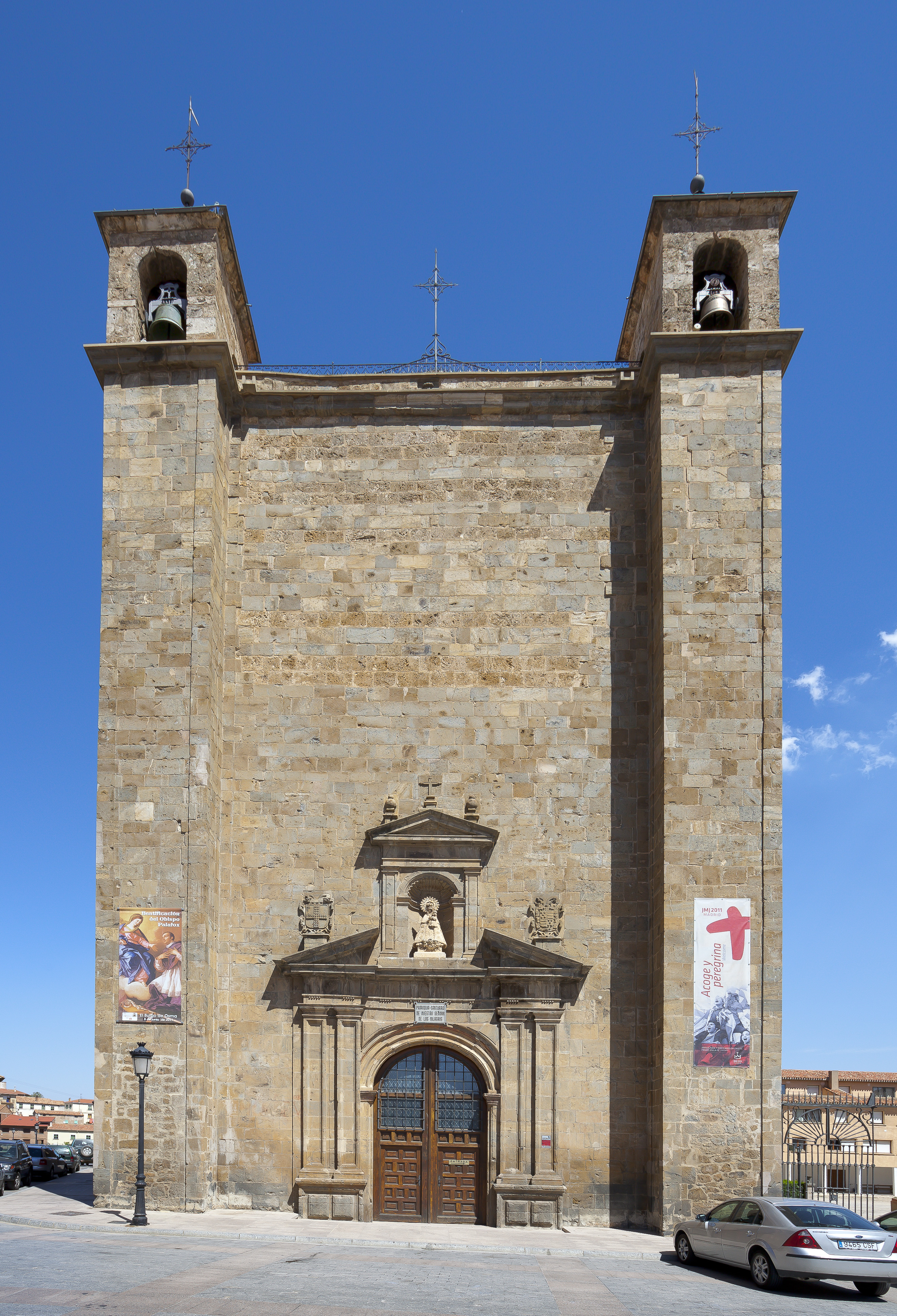
Fachada de la Basílica de Nuestra Señora de los Milagros.

- Fuente Árabe.Fachada de la Basílica de Nuestra Señora de los Milagros.

### Museos
- Museo de Arte Sacro de Nuestra Señora de la Peña
- Museo Sor María Jesús de Ágreda
- Centro de interpretación de Ágreda

### Áreas de paseo y descanso
- Huertos del barrio árabeEl parque de la Dehesa
- El paseo de Invierno

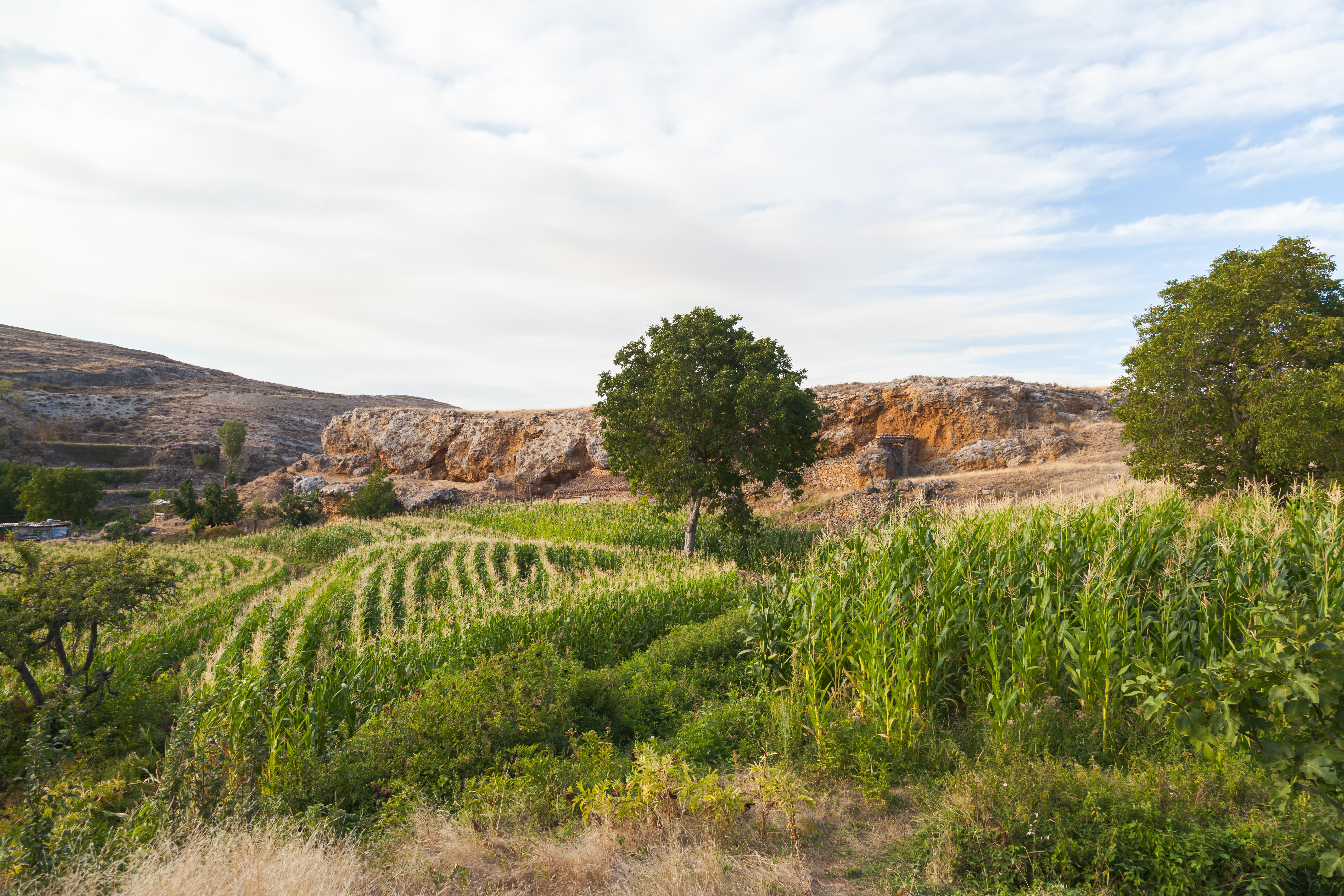
Huertos del barrio árabe

- La piscina municipal, que cuenta con 2 piscinas, y unas climatizadas en construcción, desde hace bastantes años.Vista del Moncayo y de la población de Valverde de Ágreda.

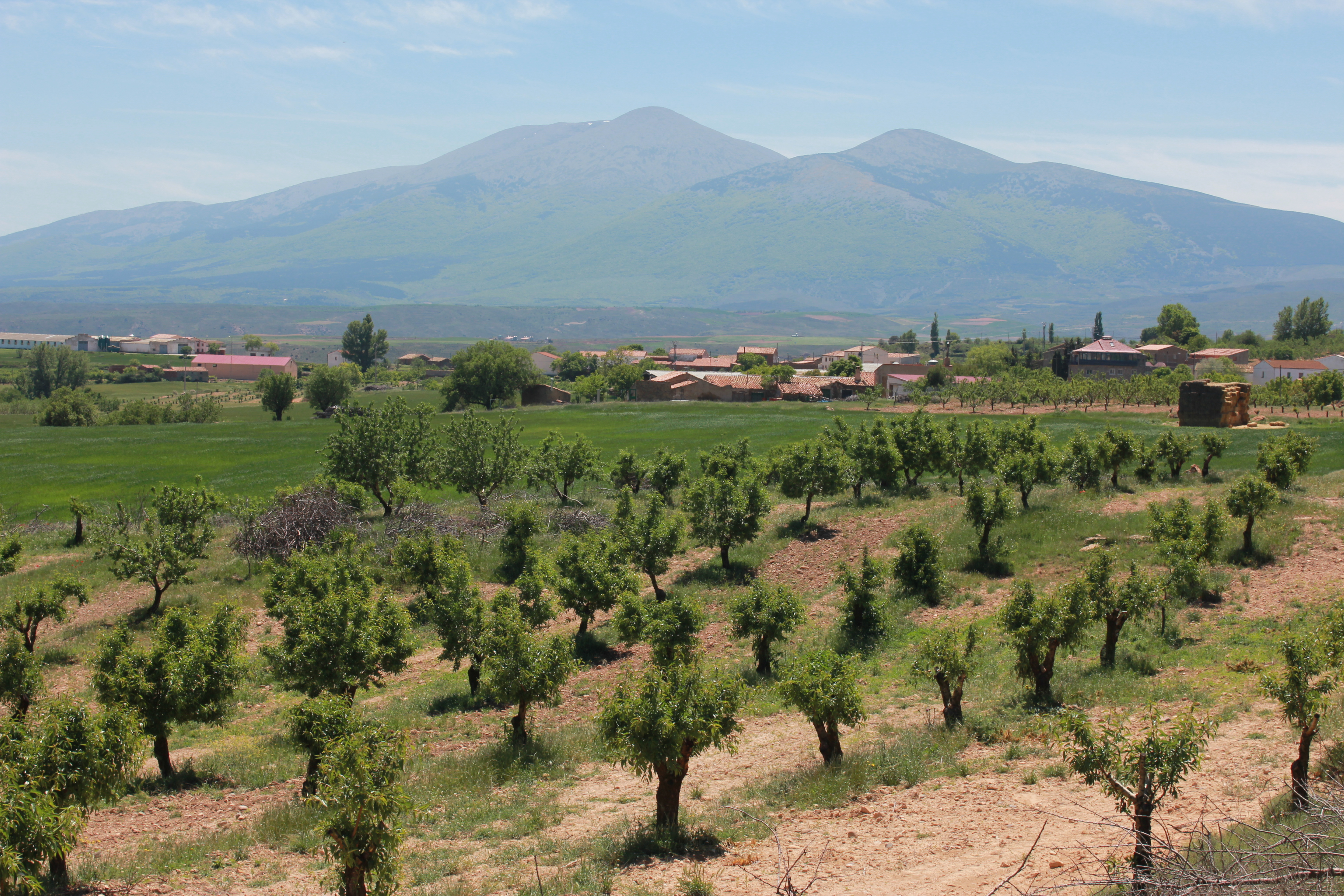
Vista del Moncayo y de la población de Valverde de Ágreda.

## Cultura

### Fiestas y celebraciones
En la villa hay muchas fiestas y celebraciones a lo largo del año son, si bien cabe destacar:
- Fiestas en honor a la Virgen de los Milagros, patrona de Ágreda y 17 pueblos de la comarca. Se celebra el sábado siguiente al Corpus Christi y es la fiesta mayor de la villa. Esta celebración atrae visitantes de muchas otras poblaciones, los hay que incluso vienen a pie desde Corella, Cintruénigo, Cervera como penitencia para que la Virgen cumpla sus promesas.[21]
- Fiestas de San Miguel Arcángel, entre el 29 de septiembre y el 2 de octubre, con cantidad de actuaciones musicales y encierros. En la primera noche se queman, delante del público, tal y como manda la tradición, «los diablillos». Desde esa noche la villa es un estruendo de peñas, música y humor.[21]

Además de las dos fiestas mayores, cabe destacar algunas más:
- Fiestas del barrio árabe en honor a la Virgen de los Desamparados, se celebran a comienzos de marzo con la hoguera en la plazoleta del barrio árabe amenizada por la corporación municipal de Música.
- Los carnavales, con amplia participación de la juventud y concurso de disfraces.Procesión del Santo Entierro del Viernes Santo, Ágreda.

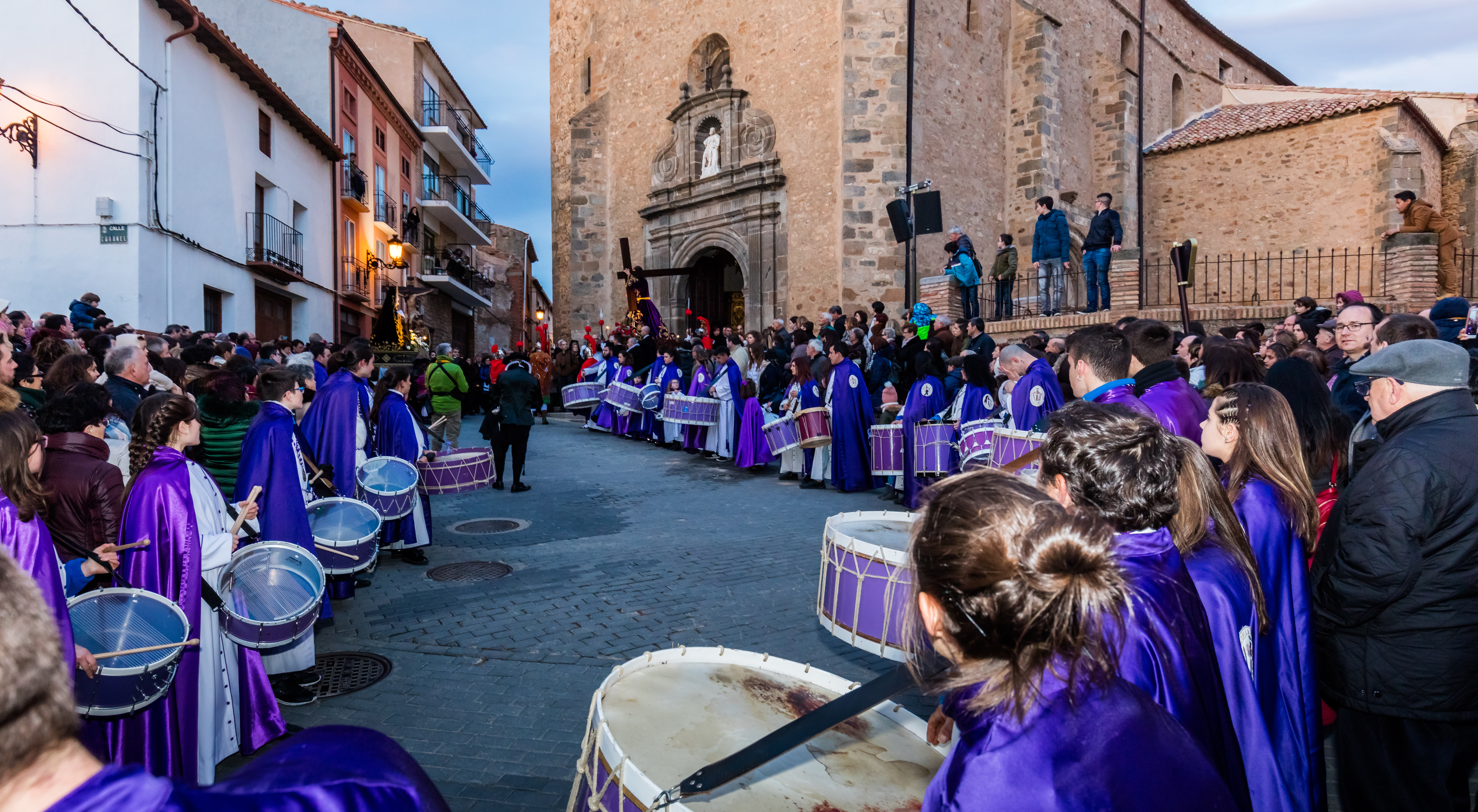
Procesión del Santo Entierro del Viernes Santo, Ágreda.

- La Semana Santa de Ágreda, desde siempre vivida con intensidad, en especial por parte de los hermanos de la Cofradía de la Santa Vera Cruz de los Disciplinantes tiene su apogeo en Viernes Santo. También los miembros de la banda de tambores y cornetas acompañan a los hermanos hasta bien entrada la noche tocando saetas.[21]
- San Roque, se celebra el día 16 de agosto, degustando pollo o gallo de corral.[22]
- Fiestas de la Juventud, se celebran el segundo fin de semana de agosto.[22]

### Gastronomía

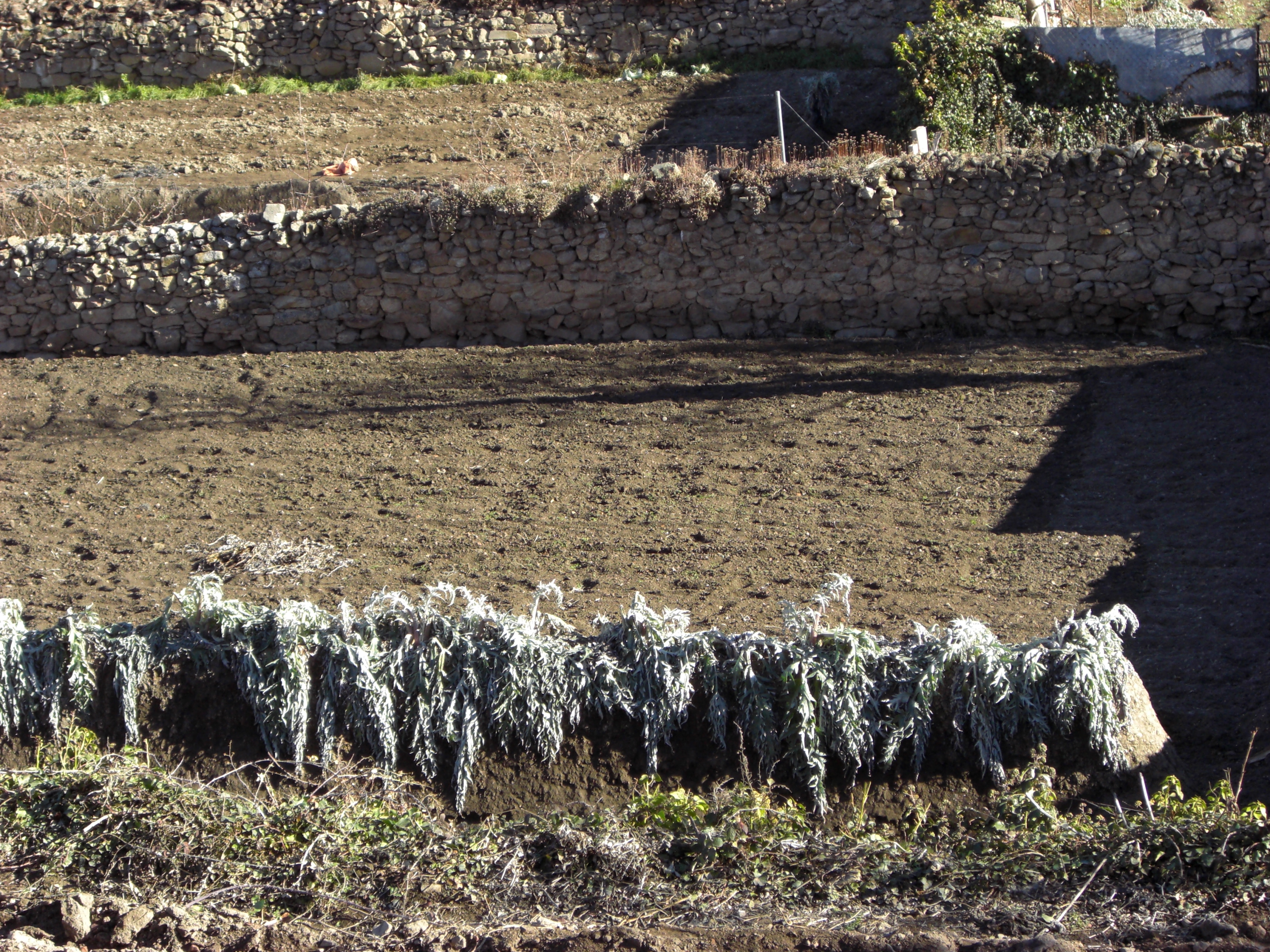
Plantación de cardos en Ágreda. Nótese que la mayor parte del cardo está bajo tierra para protegerlo del frío invernal.

La gastronomía de Ágreda es rica y variada, los platos típicos son los productos panaderos, especialmente el langarto, el cardo, los caldos y asados.

## Deporte
Instalaciones
- El estadio de fútbol de «La Arquilla», escenario de los partidos como local de la Sociedad Deportiva Ágreda;
- El pabellón polideportivo municipal, contiguo a la piscina municipal y con dos naves para alojar eventos deportivos.

Asociaciones deportivas
- Sociedad Deportiva Ágreda, el club de fútbol de la localidad, juega en la Liga Regional Preferente de Aragón;[23][24]
- El CB Ágreda, el club de balonmano de la villa.[25]